# Tristachya superba
Tristachya superba là một loài thực vật có hoa trong họ Hòa thảo. Loài này được (De Not.) Schweinf. & Asch. miêu tả khoa học đầu tiên năm 1867.